# Aibl
Aibl ist eine Ortschaft in der Weststeiermark sowie eine Katastralgemeinde der Marktgemeinde Eibiswald. Aibl war bis Ende 2014 eine Gemeinde mit 1386 Einwohnern (Stand 2014) im Bezirk Deutschlandsberg in der Steiermark. Im Rahmen der steiermärkischen Gemeindestrukturreform wurde Aibl 2015 mit den Gemeinden Eibiswald, Großradl, Pitschgau, St. Oswald ob Eibiswald und Soboth zur Marktgemeinde Eibiswald zusammengeschlossen. Grundlage dafür ist das Steiermärkische Gemeindestrukturreformgesetz – StGsrG.

## Geographie

### Lage
Aibl liegt in der südlichen Weststeiermark am Fuße der Koralpe an der slowenisch-österreichischen Grenze. Die Radlpass Straße verbindet Aibl mit dem benachbarten Slowenien. Der niedrigste Punkt von Aibl liegt auf 365 m ü. A., den höchsten Punkt bildet der Haderniggkogel mit 1184 m ü. A. Charakteristisch für das Gebiet sind die breiten Hügel und Kuppen, daneben findet man aber auch enge Täler, die von Bächen in die Hügellandschaft geschnitten wurden. Die landwirtschaftlich genutzten Flächen weisen eine durchschnittliche Steilheit von circa 15 Grad auf.

### Gliederung

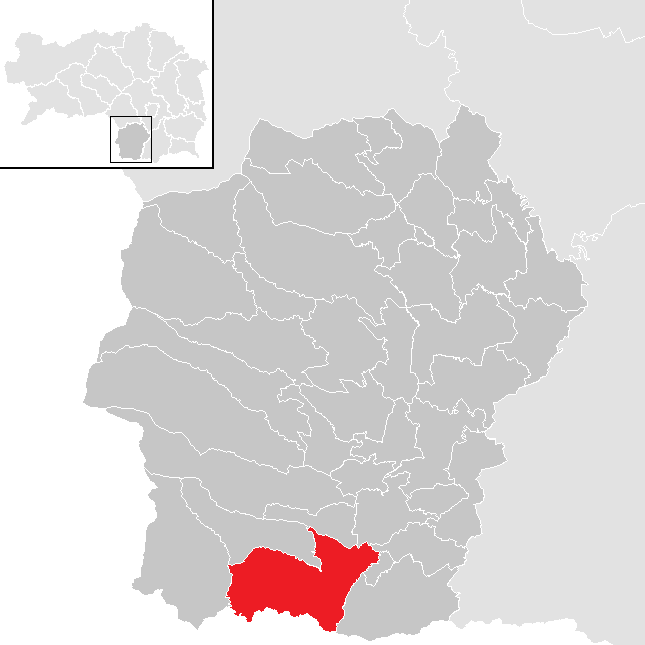
Lage der früheren Gemeinde Aibl im Bezirk Deutschlandsberg mit den Gemeindegrenzen bis Ende 2014

Zur ehemaligen Gemeinde Aibl gehörten folgende sieben Ortschaften (in Klammern Einwohnerzahl Stand 31. Oktober 2011):
- Aibl (504)
- Aichberg (400)
- Hadernigg (188)
- Rothwein (25)
- Sankt Bartlmä (15)
- Sankt Lorenzen (186)
- Staritsch (108)

Die ehemalige Gemeinde bestand aus den Katastralgemeinden Aibl, Aichberg, Hadernigg, Staritsch, Sankt Bartlmä, Sankt Lorenzen und Rothwein.

## Geschichte
In Aibl lag im Norden von Eibiswald der Edelsitz „Aichberg“. Der Name des Aibler Ortsteiles Aichberg erinnert an ihn. Diese Anlage hatte sich aus einem Bauernhof entwickelt und wurde im 18. Jahrhundert wieder zu einem solchen. Der Bauernhof Aichberger erinnert ebenfalls daran, er wird als Meierhof des damaligen Edelhofes betrachtet. Die frühere Wehranlage existiert nicht mehr. Eine Belehnung mit dem Schramphnhof am Aichperg ist für 1427 dokumentiert, um 1460 wurde der Hof durch Kaiser Friedrich III. verliehen. 1572 war der Hof als Gschloß Aichperg bezeichnet. 1598 brannte die Anlage ab und wurde mit einer Unterstützung durch die Landesherrschaft von 600 fl wieder aufgebaut. in der ersten Hälfte des 17. Jahrhunderts verfügte das Anwesen über eine Rüstkammer und eine Bibliothek aus 50 Bänden. Ab 1627 gehörte die Gült Aichberg zur Grundherrschaft Eibiswald. 1693 wird die Anlage als baufällig bezeichnet, für die Zeit um 1780 wird angenommen, dass der Hof wieder zu einem Bauernhof wurde.

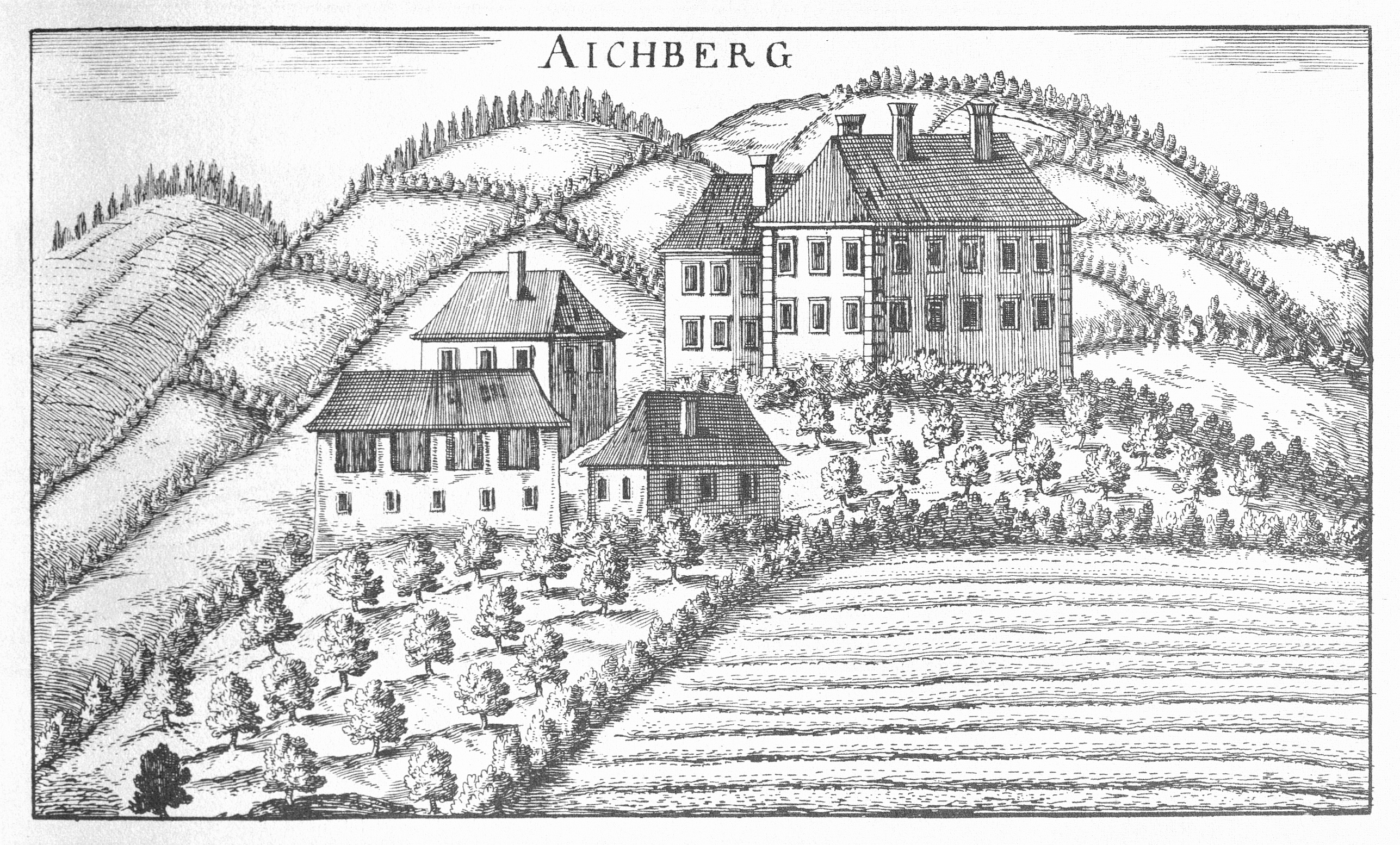
Schloss Aichberg bei Eibiswald in der Darstellung von Georg Matthäus Vischer

Die Glasfabrik in Aibl lieferte im 19. Jahrhundert Flaschen für Mineralwasser bis nach Srebrenica in Bosnien, Flaschen für Franzbranntwein (Diana mit Menthol) nach Ungarn und Bierflaschen für die Brauereien Götz in Eibiswald und Wolfsbauer in Stainz. Sie war aber zu klein für größere Aufträge, geriet immer wieder in wirtschaftlichen Schwierigkeiten und musste mehrfach geschlossen werden.
Am 1. Jänner 1969 wurden die bis dahin selbständigen Gemeinden Aibl und Rothwein mit der Katastralgemeinde Sankt Lorenzen und dem westlich des Auenbaches gelegenen Teil der Katastralgemeinde Bachholz der Gemeinde Stammeregg zur damals neuen Gemeinde Aibl zusammengelegt.

## Bevölkerung

### Bevölkerungsentwicklung
Von 1869 bis Mitte des 20. Jahrhunderts wuchs die Bevölkerungszahl der Gemeinde an, sie ging danach mit Ausnahme einer kurzen Periode nach dem Ende des Zweiten Weltkrieges kontinuierlich zurück. Der Rückgang der Bevölkerungszahl konnte nicht gestoppt werden, sie erreichte 2011 ihren niedrigsten Stand seit über 140 Jahren.

### Bevölkerungsstruktur
Die Gemeinde hatte laut Volkszählung 2001 1521 Einwohner. 96,1 % der Bevölkerung besaßen die österreichische Staatsbürgerschaft. Zur römisch-katholischen Kirche bekannten sich 96,3 % der Einwohner, 1,7 % waren ohne religiöses Bekenntnis.

## Kultur und Sehenswürdigkeiten
Siehe auch: Liste der denkmalgeschützten Objekte in Eibiswald
Wichtigste Sehenswürdigkeiten in Aibl sind der Naturstein Hadernigg und das Ortszentrum von Aibl.
Die Pfarrkirche „St. Lorenzen ob Eibiswald“ ist 1399 in einer Urkunde dokumentiert, sie war bis 1790 Filialkirche von Eibiswald. Um 1670 wurde sie umgebaut, nach einem Brand 1807 und im Jahr 1946 restauriert. Die Filialkirche zum „Hl. Leonhard in der Ebene“ gehörte bis 1829 zur Pfarre Mahrenberg im Drautal, weil sie südlich der Grenze zwischen den damaligen Kreisen Graz und Marburg lag. Sie ist im Kern romanisch und wurde spätgotisch erweitert.
Die Wallfahrtskirche St Anton in Bachholz ist eine jener wenigen Kirchen, die dem Hl. Antonius dem Einsiedler geweiht sind. Sie befindet sich neben der Straße auf den Radlpass und wurde 1617 erstmals erwähnt, ein Neubau erfolgte 1711–1715. Der Hochaltar stammt aus dem Jahr 1732 mit Bildern (Marienkrönung) von Johann Anton Strauß, um 1775. Eine Kanzel wird auf 1700 datiert, die Positivorgel auf 1720.
Die Volksschule in St. Lorenzen wurde 1874 eröffnet, nachdem bereits ab 1820 Kinder beim Hoisl-Wirt unterrichtet worden waren. Zunächst erfolgte der Unterricht in provisorischen Räumen, am 8. September 1876 wurde mit dem Bau begonnen, im Oktober war das Schulhaus für ca. 90 Kinder fertig, 1909 wurde eine zweite Klasse bewilligt. 1933/34 besuchten die Schule 50 Knaben und 64 Mädchen. 1954 wurde die Schule wieder auf eine Klasse eingeschränkt, nachdem die Schülerzahl innerhalb von 10 Jahren von 93 auf 45 Kinder gesunken war, 1976 wurde die Schule geschlossen. Einer der bekannten Schüler war Konrad Maritschnik, der dieser und anderen kleinen Volksschulen der Umgebung ein Buch widmete.

## Landschaftsschutzgebiet
Aibl liegt im Landschaftsschutzgebiet Nr. 3 „Soboth-Radlpass“. Dieses Gebiet ist von Wiesen und Wäldern in einer großräumigen Waldlandschaft, von Grünlandnutzung und kleinräumigen Streuobstwiesen geprägt. Die Unterschutzstellung dient der Erhaltung des landschaftlichen Charakters, der natürlichen und naturnahen Landschaftselemente sowie der Bewahrung der Landschaft als Erholungsraum für die Allgemeinheit. Geschützt sind beispielsweise die großen zusammenhängenden unverbauten Flächen wie naturnahe Waldflächen, die strukturierte Kulturlandschaft mit ihren Kleinbiotopen wie Gebüschen und Baumgruppen, die Feldrain- und Waldrandgesellschaften, die naturnahen strukturreichen Kleingewässer wie Quellen, Bäche etc., die Lebensräume für die im Schutzgebiet vorkommenden Tier- und Pflanzenarten und die naturnahen Bachabschnitte.

## Wirtschaft und Infrastruktur
Laut Arbeitsstättenzählung 2001 gab es in Aibl 34 Arbeitsstätten mit 158 Beschäftigten sowie 498 Auspendler und 94 Einpendler. Wichtigste Branchen sind das Unterrichtswesen und der Handel. Aibl ist auch eine wichtige Schilcherweinbau- und Tourismusgemeinde. Neben einigen Gewerbebetrieben liegt in der Gemeinde auch die HMF Fertigungstechnik GmbH (Maschinenbau) sowie ein Stein- und Schotterwerk. Es gibt 171 land- und forstwirtschaftliche Betriebe (davon 42 im Haupterwerb), die zusammen 3.817 ha bewirtschaften (1999).

## Politik

### Gemeinderat
Die ÖVP konnte ihre starke Vormachtstellung auch bei den Gemeinderatswahlen 2010 behaupten und weiter ausbauen. Die ÖVP kam auf 85,34 % der Stimmen und die SPÖ auf 14,66 %.

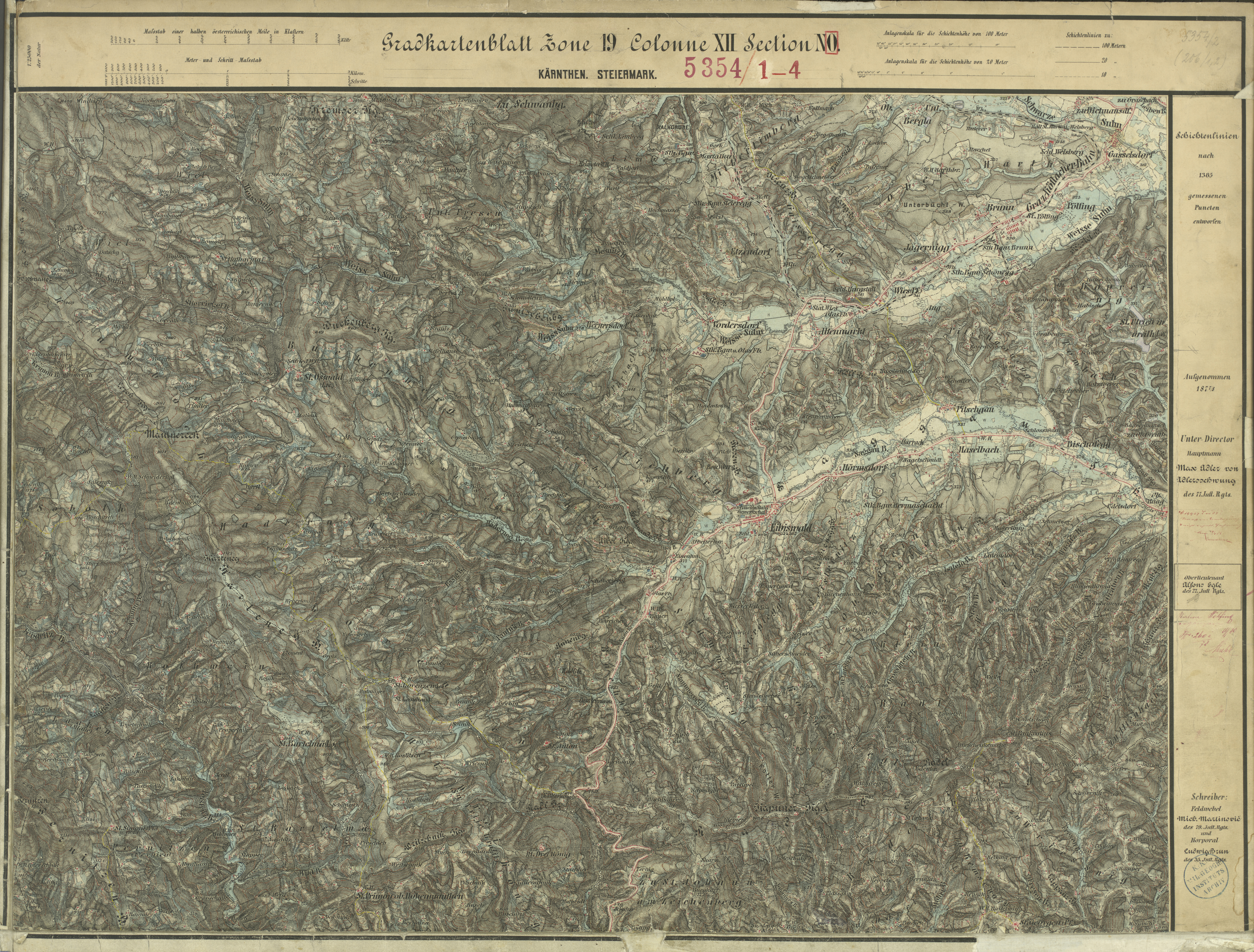
Aibl um 1877/78, Aufnahmeblatt der Landesaufnahme

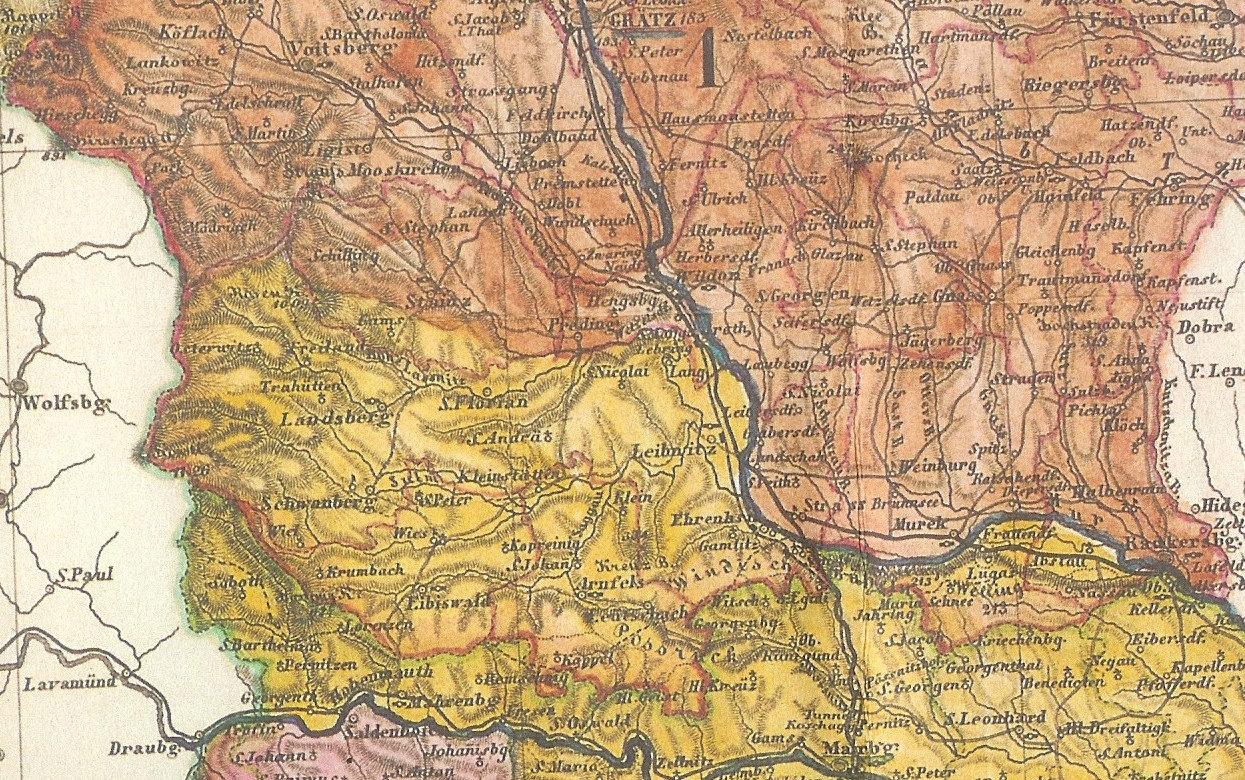
Die Grenze zwischen dem Grazer und dem Marburger Kreis verlief in der ersten Hälfte des 19. Jahrhunderts nördlich von St. Lorenzen

### Wappen
Das Wappen von Aibl zeigt auf einem weißen Schild drei rote Streifen, die im 45 Grad Winkel von der oberen, linken Seite zur unteren, rechten Seite verlaufen. Im mittleren roten Streifen sind dabei drei weiße, im mittleren weißen Streifen drei rote Weinblätter dargestellt. Das Recht zur Führung des Gemeindewappens erhielt die Gemeinde am 1. Oktober 1989.

## Weblinks

Geologische Karte zu Aibl und seiner Umgebung, um 1926